# Вінфред Яві
Вінфред Мутіле Яві (англ. Winfred Mutile Yavi, нар. 31 грудня 1999) — бахрейнська легкоатлетка кенійського походження, яка спеціалізується в бігу з перешкодами, чемпіонка та рекордсменка Азії. Володарка вищого світового досягнення у приміщенні з бігу на 2000 метрів з перешкодами (2021).
На міжнародних змаганнях з 19 серпня 2016 представляє Бахрейн.
9 лютого 2021 на змаганнях «Meeting Hauts-de-France Pas-de-Calais» у Льєвені встановила нове вище світове досягнення у приміщенні з бігу на 2000 метрів з перешкодами (5.45,09), покращивши попереднє досягнення словенки Маруші Мишмаш-Зримшек (5.47,79), встановлене на цих самих змаганнях роком раніше.